# Evel Knievel
Robert Craig „Evel“ Knievel (17. října 1938 Butte, Montana – 30. listopadu 2007 Clearwater, Florida) byl americký kaskadér. Během své kariéry se na motocyklu pokusil o více než 75 přeskoků z rampy na rampu. Roku 1999 byl uveden do Motorcycle Hall of Fame.

## Životopis
Narodil se 17. října 1938 v montanském Butte a byl vychováván svými prarodiči z otcovy strany. Poté, co zhlédl show kaskadéra Joiee Chitwooda, se rozhodl, že se stejně jako on stane kaskadérem. Předčasně opustil střední školu, aby mohl pracovat v měděných dolech, ale po čase byl kvůli způsobení celoměstského výpadku elektřiny propuštěn. Po přijetí přezdívky „Evel Knievel“ se účastnil rodeí a skokanských akcí a také sloužil v armádě. Následně se oženil s Lindou Joan Bork a začal vést poloprofesionální hokejový tým. Aby finančně zajistil svou rodinu, Knievel založil Sur-Kill Guide Service a později pracoval jako prodejce pojištění. Nakonec si otevřel prodejnu motocyklů Honda ve státě Washington, avšak čelil potížím s propagací japonských dovozů. Po uzavření své prodejny Knievel pracoval v další prodejně motocyklů. Zde se naučil motokrosové kousky, které později zužitkoval ve své profesionální kaskadérské kariéře.
Jeho nejslavnějším kaskadérským kouskem byl pokus o přeskočení fontán v Caesars Palace, při němž utrpěl několik těžkých zranění. I když nikdy úspěšně nepřeskočil Grand Canyon, stal se Knievel legendární postavou, která během své kariéry lámala nejen četné rekordy, ale i své vlastní kosti.
Dne 8. září 1974 se pomocí raketově poháněného cyklu nazvaného Skycycle X-2 Knievel pokusil přeskočit kaňon Snake River Canyon ve státě Idaho. Navzdory neúspěchu Knievel vyvázl jen s drobnými zraněními.
Knievel se snažil profitovat ze své image prostřednictvím doporučení a marketingových dohod. Podepsal proto například smlouvu se společností American Eagle Motorcycles a následně začala růst jeho popularita, zejména u mladých chlapců. Jen během let 1972 až 1977 společnost Ideal Toy Company vydělala přes 125 milionů dolarů prodejem Knievelových hraček. Sláva přivedla Knievela k televizním vystoupením a partnerstvím se společnostmi jako AMF či Harley-Davidson. Přesto však po odsouzení za napadení a následném pobytu ve vězení jeho popularita poklesla a musel vyhlásit bankrot. Navzdory tomuto Knievel v 90. letech úspěšně ohlásil comeback a zapojoval se do různých akcí.
Zemřel 30. listopadu 2007 ve věku 69 let na diabetes a idiopatickou plicní fibrózu. Pohřben byl ve svém rodném Butte ve státě Montana. Posmrtně byl Knievel poctěn různými jemu věnovanými výstavami, muzei a čestnými skoky. Jeho odkaz také žije v televizních reklamách, v nichž se objevují jeho ikonické kaskadérské kousky.